# Dalechampia pavoniifolia
Dalechampia pavoniifolia är en törelväxtart som först beskrevs av Emilio Chiovenda, och fick sitt nu gällande namn av Michael George Gilbert. Dalechampia pavoniifolia ingår i släktet Dalechampia och familjen törelväxter.
Artens utbredningsområde är Somalia. Inga underarter finns listade i Catalogue of Life.